# Josef Vaněk (podnikatel)

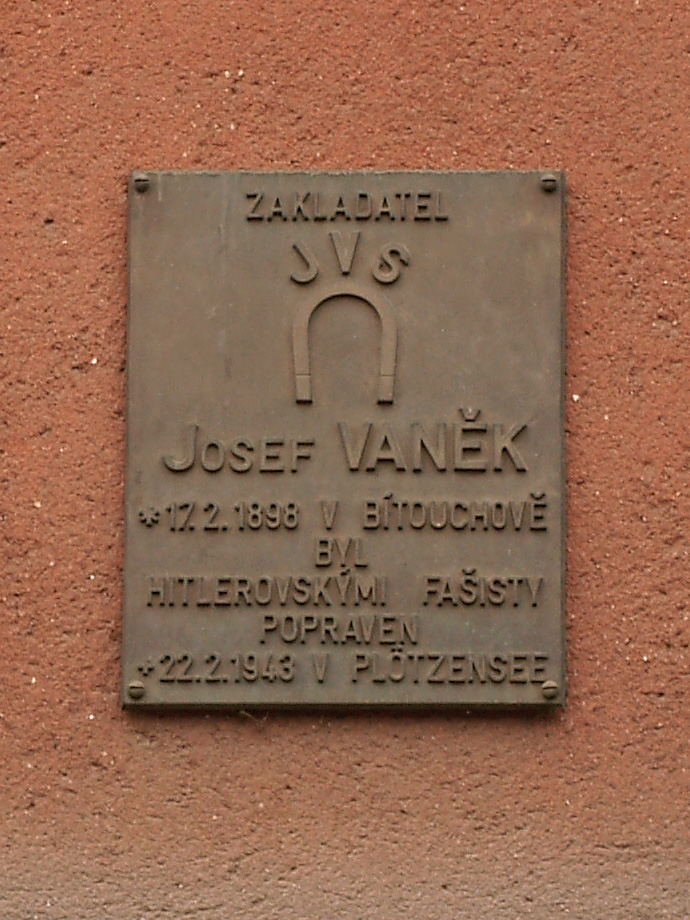
Pamětní deska v Semilech v ulici 3. května

Josef Vaněk (18. února 1898 Bítouchov – 22. února 1943 věznice Plötzensee, Berlín) byl český podnikatel, vynálezce a odbojář.

## Biografie
Po ukončení malotřídní školy nastoupil ve 14 letech do semilské firmy Hamáček, která se zabývala výrobou a prodejem rakví. Zde si osvojil práci se dřevem. Po vypuknutí první světové války začal vyrábět a prodávat náhražkové bylinné cigarety, které pojmenoval „Ohio“. Název těchto cigaret se stal jeho známou přezdívkou. Po skončení první světové války se pustil do výroby zdravotních bonbonů z puškvorce. Kromě toho obchodoval s cídidly, vyráběl šněrovadla a posléze i griotku a francovky.
Při svých častých obchodních cestách se seznámil s konceptem prvních výherních automatů. V pronajaté dílně sestrojil dle vlastního návrhu několik obdobných zařízení, které pojmenoval FORBES. Výherní automaty Josefa Vaňka se rychle staly velice populárními. První model automatu fungoval na dvacetihaléřové mince, posléze byla zahájena výroba i padesátihaléřová verze. Konstrukce přístrojů se v průběhu času zdokonalovala. V polovině dvacátých let byla zahájena výroba modelu zvaného FORBESON. Jednalo se o pětikorunové automaty s mramorovou spodní deskou a obložené ušlechtilým dřevem. Automaty FORBESON byly určeny zejména pro velká kasina v Karlových Varech a Poděbradech.
Popularita automatů Josefa Vaňka narůstala. Na zakázku etiopského vladaře Haile Selassie I. vzniklo i několik kusů automatu FORBES na habešské stříbrné mince. Ve Varšavě založil filiálku, v jejímž rámci zřídil licenční výrobu svých automatů.
Roku 1926 postavil Josef Vaněk v Semilech na Kruhách svou vlastní továrnu. Zde se kromě výherních automatů vyráběly i různé druhy vah, automaty na čokoládu, prezervativy, výdej drogistického zboží, postřik voňavkou. Krom toho se v továrně montovaly i Josefem Vaňkem patentované výčepní pulty s tlakovým mytím sklenic. Později byla výroba rozšířena i o několik druhů gramofonů včetně elektrické obdoby amerických jukeboxů. V roce 1936 došlo k zákazu provozování výherních automatů, což znamenalo konec jejich výroby.

## Odbojová činnost
Již krátce po začátku okupace Čech a Moravy nacistickým Německem vznikla kolem Josefa Vaňka nepočetná ilegální organizace. Do této skupiny patřili ředitel okresní nemocenské pojišťovny Josef Řepka, přednosta poštovního úřadu František Bubák, telegrafní dozorce Josef Čečelka, krejčí Josef Buriánek, správce městského krematoria František Vondráček, truhlář Josef Kunce, úředník okresního úřadu JUDr. Václav Trnovský a paní Marie Šimůnková.
Skupina od března 1939 tajně rozšiřovala letáky a ilegální tiskoviny. Patrně v průběhu dubna proběhlo v Praze setkání Josefa Vaňka s jiným odbojářem, Otakarem Hoftou z Říčan u Prahy. Díky tomuto setkání bylo umožněno propojení semilské ilegální organizace s pražskými vydavateli časopisu V boj.
V červnu 1939 se Josef Vaněk dozvěděl o protiříšských aktivitách podplukovníka Aloise Štrobla, člena organizace Obrana národa, tajného velitele podkrkonošských okresů Semily a Jilemnice. 8. června 1939 se v semilské nemocnici sešli k první společné schůzce všichni vedoucí činitelé vojenského i politického odboje v Semilech. Porady se zúčastnili Alois Štrobl, organizátor boje proti fašismu František Hyška, Josef Vaněk, František Bubák, Josef Řepka a MUDr. Alois Pluhař, v jehož pracovně se setkání konalo. Byla domluvena spolupráce obou skupin.
Letáky získával Josef Vaněk buď v Praze od Otakara Hofty nebo mu byly posílány poštou. Nechával je rozmnožovat na psacím stroji a předával po jednom výtisku Františku Bubákovi, Josefu Řepkovi a pro Lomnici denně do Semil dojíždějícímu poštmistru Antonínu Cermanovi. Poštou docházely letáky Karlu Kotrbovi do Železného Brodu, MUDr. Ladislavu Nebeskému do Jilemnice a jeden výtisk byl posílán do Vysokého nad Jizerou. Od června 1939 dostával jeden výtisk každé ilegální tiskoviny i František Hyška. Letáky byly zprvu tištěny hektograficky, později jako vánoční ceníky zboží a detektivky. Všichni, kdo je obdrželi, byli povinni je dále rozmnožit a výtisky rozeslat po okolí. Podle konceptů od Josefa Vaňka kromě toho občas rozmnožovali letáky ve větším množství František Vondráček a Josef Buriánek s manželkou Julií na rozmnožovacím stroji městského úřadu v Semilech a rozšiřovali je donáškou do poštovních schránek i jinými způsoby. Tisk letáků financoval továrník Otto Stein. Pro podporu odbojových pracovníků a jejich rodin měl Josef Vaněk vytvořený fond ve výši 30 000 korun.
Počátkem listopadu 1939 přijel Josef Vaněk z Prahy s požadavkem, aby vojenská složka v Semilech tiskla i část nákladu týdeníku V boj pro Prahu. Poprvé bylo vyhotoveno 60, podruhé 75 výtisků, pak již každý týden stovka. František Hyška si na hotové časopisy vždy počkal, dohodnuté množství donesl Vaňkovi, zbytek domů. Druhý den je po dvou až čtyřech kusech odeslal jednotkám, dva kusy posílal do Jilemnice MUDr. Nebeskému, dva až čtyři kusy do Turnova Aloisi Štroblovi, další dva kusy ukládal pro Památník odboje na tajné místo na půdě v semilské bance, o němž věděl mimo něj jen zřízenec filiálky Ladislav Holata. Kdyby Hyšku zatkli, měl za úkol vše včas uklidit. Do poloviny listopadu byl prostřednictvím Holaty doručován V boj také šoférům autobusů, kteří ho dováželi do Vysokého nad Jizerou. Vaněk vozil padesát výtisků do Prahy, zbylé posílal na různá místa v Čechách i na Moravě, po jednom výtisku předával třem konzulátům (severoamerickému, jugoslávskému a italskému) v Praze.

## Zatčení
Dne 2. února 1940 bylo při poradě na vedoucí úřadovně gestapa v Praze rozhodnuto o prudkém zásahu proti organizaci Obrana národa na celém území protektorátu. Josef Vaněk byl 14. února zatčen ve svém domě v Semilech. Při opakovaném krutém mučení, které doprovázely jednotlivé výslechy, se choval statečně a nic nevyzradil. Po vězení v Jičíně, Vrchlabí, Drážďanech a Golnově skončil před Lidovým soudem v Berlíně, kde byl s ostatními členy své ilegální skupiny 28. října 1942 odsouzen k smrti. 22. února 1943 byli všichni tito odsouzení gilotinováni v neblaze proslulé nacistické věznici Plötzensee. a jejich těla vydána anatomicko-biologickému institutu Berlínské univerzity.
V roce 1950 byla semilská továrna Josefa Vaňka znárodněna, veškerý archiv, suroviny, reklamní materiály a přístroje zničeny. Automaty, které Josef Vaněk vyráběl, jsou v současnosti vyhledávanými sběratelskými artikly.

## Vyznamenání
- V roce 1945 udělil prezident republiky na návrh tehdejšího ministra obrany Ludvíka Svobody Josefu Vaňkovi Československý válečný kříž 1939 in memoriam.[1]
- Roku 2014 udělilo semilské městské zastupitelstvo Josefu Vaňkovi čestné občanství in memoriam.[3]